# ليندسي وير
ليندسي وير (2 يونيو 1908 بأوكلاند في نيوزيلندا - 31 أكتوبر 2003) (بالإنجليزية: Lindsay Weir)‏ هو لاعب كريكت نيوزلندي. شارك مع منتخب نيوزيلندا الوطني للكريكت. أما مع النوادي، فقد لعب مع فريق أوكلاند للكريكت ‏.

## وصلات خارجية
- ليندسي وير على موقع إي آس بي آن كريك إنفو (الإنجليزية)